# Landtagswahlkreis Bernburg
Der Landtagswahlkreis Bernburg (Wahlkreis 21) ist ein Landtagswahlkreis in Sachsen-Anhalt. Er umfasste zur Landtagswahl in Sachsen-Anhalt 2021 vom Salzlandkreis die Städte Bernburg (Saale), Könnern und Nienburg (Saale) sowie die Verbandsgemeinde Saale-Wipper mit den Gemeinden Alsleben (Saale), Giersleben, Güsten, Ilberstedt und Plötzkau.
Der Wahlkreis wird in der achten Legislaturperiode des Landtages von Sachsen-Anhalt von Stefan Ruland vertreten, der das Direktmandat bei der Landtagswahl am 6. Juni 2021 mit 34,7 % der Erststimmen erstmals gewann. Davor wurde der Wahlkreis von 2016 bis 2021 von Sarah Sauermann vertreten.

## Wahl 2021
Im Vergleich zur Landtagswahl 2016 wurde das Wahlgebiet um die Stadt Könnern vergrößert, die bei der Wahl 2016 Teil des Landtagswahlkreises Köthen war. Name und Nummer des Wahlkreises wurden nicht geändert.
Es traten sieben Direktkandidaten an. Von den Direktkandidaten der vorhergehenden Wahl trat keiner erneut an. Stefan Ruland gewann mit 34,7 % der Erststimmen erstmals das Direktmandat.
|                   |                      | Erst- stimmen | Erst- stimmen | Zweit- stimmen | Zweit- stimmen |
| Bewerber          | Partei               | Anzahl        | %             | Anzahl         | %              |
| ----------------- | -------------------- | ------------- | ------------- | -------------- | -------------- |
| Wahlberechtigte   | Wahlberechtigte      | 46.817        | 100,0         | 46.817         | 100,0          |
| Wähler            | Wähler               | 26.525        | 56,7          | 26.525         | 56,7           |
| Ungültige Stimmen | Ungültige Stimmen    | 408           | 1,5           | 341            | 1,3            |
| Gültige Stimmen   | Gültige Stimmen      | 26.117        | 98,5          | 26.184         | 98,7           |
| davon             |                      |               |               |                |                |
| Stefan Ruland     | CDU                  | 9.071         | 34,7          | 9.933          | 37,9           |
| Claudia Weiss     | AfD                  | 6.476         | 24,8          | 6.164          | 23,5           |
| Henriette Krebs   | DIE LINKE            | 3.477         | 13,3          | 3.021          | 11,5           |
| Paul Engel        | SPD                  | 2.313         | 8,9           | 1.896          | 7,2            |
| Erich Buhmann     | GRÜNE                | 1.038         | 4,0           | 952            | 3,6            |
| Johanna Engel     | FDP                  | 2.447         | 9,4           | 1.931          | 7,4            |
| Heike Voigt       | FREIE WÄHLER         | 1.295         | 5,0           | 679            | 2,6            |
| –                 | NPD                  | –             | –             | 63             | 0,2            |
| –                 | Tierschutzpartei     | –             | –             | 368            | 1,4            |
| –                 | Tierschutzallianz    | –             | –             | 96             | 0,4            |
| –                 | LKR                  | –             | –             | 3              | 0,0            |
| –                 | Die PARTEI           | –             | –             | 107            | 0,4            |
| –                 | Gartenpartei         | –             | –             | 202            | 0,8            |
| –                 | FBM                  | –             | –             | 18             | 0,1            |
| –                 | TIERSCHUTZ hier!     | –             | –             | 179            | 0,7            |
| –                 | dieBasis             | –             | –             | 281            | 1,1            |
| –                 | Klimaliste ST        | –             | –             | 8              | 0,0            |
| –                 | ÖDP                  | –             | –             | 16             | 0,1            |
| –                 | Die Humanisten       | –             | –             | 27             | 0,1            |
| –                 | Gesundheitsforschung | –             | –             | 106            | 0,4            |
| –                 | PIRATEN              | –             | –             | 78             | 0,3            |
| –                 | WiR2020              | –             | –             | 56             | 0,2            |

## Wahl 2016
Bei der Landtagswahl in Sachsen-Anhalt 2016 waren 42.758 Einwohner wahlberechtigt. Die Wahlbeteiligung lag bei 58,6 %. Sarah Sauermann gewann das Direktmandat für die Alternative für Deutschland.
| Bewerber         | Partei            | Erststimmen in % | Zweitstimmen in % |
| ---------------- | ----------------- | ---------------- | ----------------- |
| Sarah Sauermann  | AfD               | 30,8             | 27,1              |
| Jürgen Weigelt   | CDU               | 28,0             | 29,2              |
| Birke Bull       | LINKE             | 18,6             | 16,5              |
| Hagen Neugebauer | SPD               | 12,6             | 9,6               |
| Katja Raab       | FDP               | 6,4              | 5,8               |
| Anton Spitz      | GRÜNE             | 3,4              | 3,7               |
| —                | NPD               | —                | 2,2               |
| —                | Tierschutzpartei  | —                | 1,6               |
| —                | Freie Wähler      | —                | 1,2               |
| —                | Tierschutzallianz | —                | 1,0               |
| —                | ALFA              | —                | 0,9               |
| —                | MG                | —                | 0,4               |
| —                | Die PARTEI        | —                | 0,4               |
| —                | FBM               | —                | 0,3               |
| —                | DIE RECHTE        | —                | 0,2               |

## Wahl 2011
Bei der Landtagswahl in Sachsen-Anhalt 2011 waren 45.978 Einwohner wahlberechtigt; die Wahlbeteiligung lag bei 47,7 %. Jürgen Weigelt gewann das Direktmandat für die CDU.
| Bewerber        | Partei           | Erststimmen in % | Zweitstimmen in % |
| --------------- | ---------------- | ---------------- | ----------------- |
| Jürgen Weigelt  | CDU              | 35,4             | 32,7              |
| Birke Bull      | LINKE            | 27,6             | 25,7              |
| Peter Eckert    | SPD              | 20,4             | 21,5              |
| —               | FDP              | —                | 3,9               |
| Erich Buhmann   | GRÜNE            | 5,9              | 5,3               |
| Karin Brandt    | Freie Wähler     | 5,5              | 2,0               |
| —               | KPD              | —                | 0,2               |
| —               | MLPD             | —                | 0,3               |
| Philipp Valenta | NPD              | 5,3              | 5,3               |
| —               | ödp              | —                | 0,1               |
| —               | Tierschutzpartei | —                | 1,5               |
| —               | PIRATEN          | —                | 1,1               |
| —               | SPV              | —                | 0,3               |

## Wahl 2006
Bei der Landtagswahl in Sachsen-Anhalt 2006 traten folgende Kandidaten an:
| Name                              | Partei          | Anteil der Erststimmen |
| --------------------------------- | --------------- | ---------------------- |
| Jürgen Weigelt                    | CDU             | 32,0 %                 |
| Birke Bull                        | LINKE           | 26,4 %                 |
| Markus Bauer                      | SPD             | 30,3 %                 |
| Danny Meyer                       | FDP             | 6,8 %                  |
| Hans Strecker                     | GRÜNE           | 3,5 %                  |
| Rainer Telle                      | Off D-STATT-DSU | 1,0 %                  |
| Wahlberechtigte: 42.575 Einwohner |                 |                        |
| Wahlbeteiligung: 41,4 %           |                 |                        |